# Stefan Hassler
Stefan Hassler (* 13. Juni 1969 in Chur) ist ein ehemaliger liechtensteinischer Fussballspieler.

## Karriere

### Verein
In seiner Jugend spielte Hassler für den USV Eschen-Mauren, bei dem er dann in den Herrenbereich befördert wurde. Später schloss er sich dem Schweizer Verein Racing Club Zürich an. Danach wechselte er zum Hauptstadtklub FC Vaduz, mit dem er 1996 Liechtensteiner Cupsieger wurde. Nach seiner Rückkehr zum USV Eschen-Mauren unterschrieb er einen Vertrag beim FC Triesen, für den er bis zu seinem Karriereende aktiv war. 

### Nationalmannschaft
Hassler gab sein Länderspieldebüt in der liechtensteinischen Fussballnationalmannschaft am 30. Mai 1990 beim 1:4 gegen die Vereinigten Staaten im Rahmen eines Freundschaftsspiels, als er zur zweiten Halbzeit für Patrik Hefti eingewechselt wurde. Bis 1996 war er insgesamt vier Mal für sein Heimatland im Einsatz.

## Erfolge
FC Vaduz
- Liechtensteiner Cupsieger: 1996